# Superfamily: Els Venjadors
Superfamily: Els Venjadors (títol original en rus, СуперБобро́вы. Наро́дные мсти́тели; transcrit com a SuperBobróvi. Naródnie mstíteli) és una pel·lícula de comèdia russa dirigida per Dmitri Diatxenko, seqüela de la pel·lícula Superfamily. Es va estrenar a Rússia el 20 d'octubre de 2018. S'ha doblat i subtitulat al català.
El rodatge va començar el juny de 2017 a Guelendjik. Va representar l'últim paper cinematogràfic de Vladímir Tolokónnikov.